# Ліга Європи УЄФА 2012—2013
Ліга Європи УЄФА 2012–2013 — четвертий розіграш щорічного футбольного клубного змагання, яке до зміни формату називалось «Кубок УЄФА». Фінальний матч відбувся в Амстердамі, Нідерланди на стадіоні «Амстердам-Арена».

## Учасники
У розіграші Ліги Європи УЄФА 2012/13 беруть участь 193 команд з 53 асоціацій УЄФА. Відповідно до місця в таблиці коефіцієнтів УЄФА станом на кінець єврокубкового сезону 2010/11 від кожної асоціації в турнірі бере участь певна кількість команд:
- Асоціації, що зайняли місця з 1 по 6: 3 команди
- Асоціації, що зайняли місця з 7 по 9: 4 команди
- Асоціації, які посіли місця з 10 по 51 (виключаючи Ліхтенштейн, 41 асоціація): 3 команди
- Асоціації, які посіли місця з 52 по 53 (Мальта і Сан-Марино): 2 команди
- Асоціація Ліхтенштейну: 1 команда

Крім них у розіграші беруть участь
- 3 команди з країн, що зайняли перші місця в рейтингу Fair Play
- 15 команд, що програли в третьому кваліфікаційному раунді Ліги чемпіонів УЄФА
- 10 команд, що програли в четвертому кваліфікаційному раунді Ліги чемпіонів УЄФА
- 8 команд, що зайняли треті місця в груповому раунді Ліги чемпіонів УЄФА

Перший кваліфікаційний раунд
- 18 клубів, що зайняли другі місця в асоціаціях з 35 по 53 місце (виключаючи Ліхтенштейн)
- 29 клубів, що зайняли треті місця в асоціаціях з 22 по 51 місце (виключаючи Ліхтенштейн)
- 3 клуби, що пройшли за рейтингом «Fair Play»

Другий кваліфікаційний раунд
- 24 володаря кубків асоціацій, які посіли місця з 30 по 53
- 16 клубів, що зайняли другі місця в асоціаціях з 19 по 34 місце
- 6 клубів, що зайняли треті місця в асоціаціях з 16 по 21 місце
- 6 клубів, що зайняли четверті місця в асоціаціях з 10 по 15 місце
- 3 клуби, що зайняли п'яті місця в асоціаціях з 7 по 9 місце
- 25 переможців першого кваліфікаційного раунду

Третій кваліфікаційний раунд
- 12 володарів кубків асоціацій, які посіли місця з 18 по 29
- 3 клуби, що зайняли другі місця в асоціаціях з 16 по 18 місце
- 6 клубів, що зайняли треті місця в асоціаціях з 10 по 15 місце
- 3 клуби, що зайняли четверті місця в асоціаціях з 7 по 9 місце
- 3 клуби, що зайняли п'яті місця в асоціаціях з 4 по 6 місце
- 3 клуби, що зайняли шості місця в асоціаціях з 1 по 3 місце
- 40 переможців другого кваліфікаційного раунду

Раунд стикових матчів (плей-оф)
- 17 володарів кубків асоціацій, які посіли місця з 1 по 17
- 3 клуби, що зайняли треті місця в асоціаціях з 7 по 9 місце
- 3 клуби, що зайняли четверті місця в асоціаціях з 4 по 6 місце
- 3 клуби, що зайняли п'яті місця в асоціаціях з 1 по 3 місце
- 35 переможців третього кваліфікаційного раунду
- 10 клубів, які вибули після третього кваліфікаційного раунду (чемпіонської кваліфікації) Ліги чемпіонів УЄФА
- 5 клубів, які вибули після третього кваліфікаційного раунду (нечемпіонской кваліфікації) Ліги чемпіонів УЄФА

Груповий етап
- 38 переможців четвертого кваліфікаційного раунду
- 5 клубів, які вибули після четвертого кваліфікаційного раунду (чемпіонської кваліфікації) Ліги чемпіонів УЄФА
- 5 клубів, які вибули після четвертого кваліфікаційного раунду (нечемпіонской кваліфікації) Ліги чемпіонів УЄФА

Плей-оф
- 24 команди, що зайняли перші два місця в груповому етапі
- 8 команд, що зайняли треті місця в груповому етапі Ліги чемпіонів УЄФА

## Кваліфікація
У кваліфікаційних раундах і плей-оф команди розподіляються на сіяні та несіяні відповідно до їхнього рейтингу у таблиці коефіцієнтів УЄФА—2012, за якими проводиться жеребкування, що розподіляє пари у двоматчевому протистоянні. Команди з однієї країни не грають одна з одною.

### Перший кваліфікаційний раунд
Жеребкування першого і другого кваліфікаційного раундів відбулося 25 червня 2012 року. Перші матчі відбулися 5 липня, матчі-відповіді — 12 липня.
| Команда 1            | Заг.    | Команда 2                     | 1-й матч | 2-й матч   |
| -------------------- | ------- | ----------------------------- | -------- | ---------- |
| Інтер (Баку)         | 7:0     | Транс (Нарва)                 | 5:0      | 2:0        |
| Сениця               | 3:2     | МТК (Будапешт)                | 1:1      | 2:1        |
| Тирана               | 2:0     | Гревенмахер                   | 2:0      | 0:0        |
| Торпедо (Кутаїсі)    | 1:2     | Актобе                        | 1:1      | 0:1        |
| Борац (Баня-Лука)    | 3:3 (ч) | Челік (Никшич)                | 2:2      | 1:1        |
| Баку                 | 0:2     | Мура 05                       | 0:0      | 0:2        |
| Ельфсборг            | 12:0    | Флоріана                      | 8:0      | 4:0        |
| Ренова               | 8:0     | Лібертас                      | 4:0      | 4:0        |
| Санта-Колома         | 1:4     | Осієк                         | 0:1      | 1:3        |
| Ягодина              | 0:1     | Ордабаси                      | 0:1      | 0:0        |
| Діфферданж 03        | 6:0     | НСІ Рунавік                   | 3:0      | 3:0        |
| Русенборг            | 4:0     | Крузейдерс                    | 3:0      | 1:0        |
| МюПа                 | 5:0     | Кевн Друїдс                   | 0:0      | 5:0        |
| Шяуляй               | 2:2 (ч) | Левадія                       | 0:1      | 2:1        |
| Богеміан             | 1:5     | Тор                           | 0:0      | 1:5        |
| Сараєво              | 9:6     | Хіберніанс                    | 5:2      | 4:4        |
| Твенте               | 9:0     | Уніо Еспортива (Санта-Колома) | 6:0      | 3:0        |
| Рудар                | 1:2     | Ширак                         | 0:1      | 1:1        |
| Фламуртарі           | 0:3     | Будапешт Гонвед               | 0:1      | 0:2        |
| Дачія (Кишинів)      | 2:0     | Цельє                         | 1:0      | 1:0        |
| Судува               | 3:3 (ч) | Даугава (Даугавпілс)          | 0:1      | 3:2        |
| КуПС                 | 3:2     | Лланеллі                      | 2:1      | 1:1        |
| Кальмар              | 4:1     | Кліфтонвілль                  | 0:1      | 4:0        |
| Вікінгур             | 0:10    | Гомель                        | 0:6      | 0:4        |
| Гапнарфйордур        | 3:1     | Ешен-Маурен                   | 2:1      | 1:0        |
| Лех (Познань)        | 3:1     | Жетису                        | 2:0      | 1:1        |
| Хазар-Ланкаран       | 4:2     | Нимме Калью                   | 2:2      | 2:0        |
| Біркіркара           | 2:2 (ч) | Металург (Скоп'є)             | 2:2      | 0:0        |
| Зета                 | 4:2     | Пюнік                         | 3:0      | 1:2        |
| Теута                | 1:9     | Металург (Руставі)            | 0:3      | 1:6        |
| Олімпія              | 6:0     | Женесс (Еш)                   | 3:0      | 3:0        |
| ЕБ/Стреймур          | 3:3 (ч) | Гандзасар                     | 3:1      | 0:2        |
| Сент-Патрікс Атлетік | 2:2 (ч) | Вестманнаейя                  | 1:0      | 1:2 (д.ч.) |
| Металургс            | 6:0     | Ла Фіоріта                    | 2:0      | 4:0        |
| Ювяскюля             | 4:3     | Стабек                        | 2:0      | 2:3        |
| Зімбру               | 2:1     | Бангор Сіті                   | 0:0      | 2:1        |
| Шкендія              | 1:2     | Портадаун                     | 0:0      | 1:2        |

### Другий кваліфікаційний раунд
Перші матчі були зіграні 19 липня, матчі-відповіді — 26 липня 2012.
| Команда 1           | Заг.         | Команда 2            | 1-й матч | 2-й матч     |
| ------------------- | ------------ | -------------------- | -------- | ------------ |
| Хазар-Ланкаран      | 1:2          | Лех (Познань)        | 1:1      | 0:1          |
| Ескішехірспор       | 3:1          | Сент-Джонстон        | 2:0      | 1:1          |
| Хайдук (Спліт)      | 2:1          | Сконто               | 2:0      | 0:1          |
| АІК                 | 2:1          | Гапнарфйордур        | 1:1      | 1:0          |
| Ренова              | 1:2          | Гомель               | 0:2      | 1:0          |
| Нафтан              | 6:7          | Црвена Звезда        | 3:4      | 3:3          |
| Воєводина           | 5:1          | Судува               | 1:1      | 4:0          |
| Ювяскюля            | 3:3 (ч)      | Зета                 | 3:2      | 0:1          |
| Янг Бойз            | 1:1 (п. 4:1) | Зімбру               | 1:0      | 0:1          |
| Локомотив (Пловдив) | 5:7          | Вітесс               | 4:4      | 1:3          |
| Тирана              | 1:6          | Олесунн              | 1:1      | 0:5          |
| Металург (Донецьк)  | 11:2         | Челік (Никшич)       | 7:0      | 4:2          |
| Маккабі (Нетанья)   | 2:2 (ч)      | КуПС                 | 1:2      | 1:0          |
| Млада Болеслав      | 4:0          | Тор                  | 3:0      | 1:0          |
| Левадія             | 1:6          | Анортосіс            | 1:3      | 0:3          |
| Мілсамі             | 4:5          | Актобе               | 4:2      | 0:3          |
| Славен Белупо       | 10:2         | Портадаун            | 6:0      | 4:2          |
| Серветт             | 5:1          | Гандзасар            | 2:0      | 3:1          |
| Твенте              | 6:1          | Інтер (Турку)        | 1:1      | 5:0          |
| Жальгіріс (Вільнюс) | 2:6          | Адміра Ваккер        | 1:1      | 1:5          |
| Осієк               | 1:6          | Кальмар              | 1:3      | 0:3          |
| Слован (Братислава) | 1:1 (ч)      | Відеотон             | 1:1      | 0:0          |
| Рапід (Бухарест)    | 5:1          | МюПа                 | 3:1      | 2:0          |
| Вікторія (Пльзень)  | 5:1          | Металург (Руставі)   | 3:1      | 2:0          |
| Мура 05             | 1:1 (ч)      | ЦСКА (Софія)         | 0:0      | 1:1          |
| Інтер (Баку)        | 2:2          | Астерас              | 1:1      | 1:1 (п. 1:3) |
| Гент                | 4:2          | Діфферданж 03        | 1:0      | 3:2          |
| Анжі                | 5:0          | Будапешт Гонвед      | 1:0      | 4:0          |
| Левскі              | 2:3          | Сараєво              | 1:0      | 1:3          |
| Металургс           | 3:7          | Легія                | 2:2      | 1:5          |
| Шахтар (Солігорськ) | 1:1 (ч)      | Рід                  | 1:1      | 0:0          |
| Бней-Єгуда          | 3:0          | Ширак                | 2:0      | 1:0          |
| Русенборг           | 4:3          | Ордабаси             | 2:2      | 2:1          |
| Спартак (Трнава)    | 4:2          | Слайго Роверз        | 3:1      | 1:1          |
| Дачія (Кишинів)     | 1:2          | Ельфсборг            | 1:0      | 0:2          |
| Широкі Брієг        | 2:3          | Сент-Патрікс Атлетік | 1:1      | 1:2 (д.ч.)   |
| АПОЕЛ               | 3:0          | Сениця               | 2:0      | 1:0          |
| Рух (Хожув)         | 6:1          | Металург (Скоп'є)    | 3:1      | 3:0          |
| Орхус               | 2:5          | Діла                 | 1:2      | 1:3          |
| Олімпія             | 0:1          | Тромсе               | 0:0      | 0:1 (д.ч.)   |

### Третій кваліфікаційний раунд
Перші матчі були зіграні 2 серпня, матчі-відповіді — 9 серпня 2012 року.
| Команда 1            | Заг.         | Команда 2          | 1-й матч       | 2-й матч   |
| -------------------- | ------------ | ------------------ | -------------- | ---------- |
| Відеотон             | 4:0          | Гент               | 1:0            | 3:0        |
| АІК                  | 3:1          | Лех (Познань)      | 3:0            | 0:1        |
| Ескішехірспор        | 1:4          | Олімпік            | 1:1            | 0:3        |
| Црвена Звезда        | 0:0 (п. 6:5) | Омонія             | 0:0            | 0:0        |
| Сараєво              | 2:2 (ч)      | Зета               | 2:1            | 0:1        |
| Адміра Ваккер        | 2:4          | Спарта             | 0:2            | 2:2        |
| Кальмар              | 1:3          | Янг Бойз           | 1:0            | 0:3        |
| Данді Юнайтед        | 2:7          | Динамо (Москва)    | 2:2            | 0:5        |
| Арсенал (Київ)       | 2:3          | Мура 05            | 3:0 0:3 (тех.) | 2:0        |
| Бурсаспор            | 6:1          | КуПС               | 0:1            | 6:0        |
| Стяуа                | 3:1          | Спартак (Трнава)   | 0:1            | 3:0        |
| Гомель               | 0:4          | Ліверпуль          | 0:1            | 0:3        |
| Рід                  | 3:4          | Легія              | 2:1            | 1:3        |
| Сент-Патрікс Атлетік | 0:5          | Ганновер 96        | 0:3            | 0:2        |
| Серветт              | 1:1 (ч)      | Русенборг          | 1:1            | 0:0        |
| Атлетік (Більбао)    | 4:3          | Славен Белупо      | 3:1            | 1:2        |
| Анжі                 | 4:0          | Вітесс             | 2:0            | 2:0        |
| Астерас              | 1:1 (ч)      | Марітіму           | 1:1            | 0:0        |
| Рапід (Бухарест)     | 1:4          | Геренвен           | 0:4            | 1:0        |
| Рух (Хожув)          | 0:7          | Вікторія (Пльзень) | 0:2            | 0:5        |
| Хорсенс              | 4:3          | Ельфсборг          | 1:1            | 3:2        |
| АПОЕЛ                | 3:1          | Олесунн            | 2:1            | 1:0        |
| Інтернаціонале       | 3:2          | Хайдук (Спліт)     | 3:0            | 0:2        |
| Воєводина            | 2:3          | Рапід (Відень)     | 2:1            | 0:2        |
| Генк                 | 4:2          | Актобе             | 2:1            | 2:1        |
| Тромсе               | 2:1          | Металург (Донецьк) | 1:1            | 1:0        |
| Твенте               | 4:0          | Млада Болеслав     | 2:0            | 2:0        |
| Бней-Єгуда           | 1:6          | ПАОК               | 0:2            | 1:4        |
| Діла                 | 3:1          | Анортосіс          | 0:1            | 3:0 (тех.) |

### Раунд стикових матчів
Перші матчі відбулися 23 серпня, матчі-відповіді зіграли 30 серпня 2012 року.
| Команда 1           | Заг.         | Команда 2          | 1-й матч | 2-й матч   |
| ------------------- | ------------ | ------------------ | -------- | ---------- |
| Анжі                | 6:0          | АЗ Алкмаар         | 1:0      | 5:0        |
| АПОЕЛ               | 2:4          | Нефтчі (Баку)      | 1:1      | 1:3        |
| Атромітос           | 1:2          | Ньюкасл            | 1:1      | 0:1        |
| Тромсе              | 3:3 (ч)      | Партизан           | 3:2      | 0:1        |
| Васлуй              | 2:4          | Інтернаціонале     | 0:2      | 2:2        |
| Гартс               | 1:2          | Ліверпуль          | 0:1      | 1:1        |
| Атлетік Б           | 9:3          | ГІК                | 6:0      | 3:3        |
| Марітіму            | 3:0          | Діла               | 1:0      | 2:0        |
| Дебрецен            | 1:7          | Брюгге             | 0:3      | 1:4        |
| Молде               | 4:1          | Геренвен           | 2:0      | 2:1        |
| Шериф               | 1:2          | Олімпік            | 1:2      | 0:0        |
| Трабзонспор         | 0:0 (п. 2:4) | Відеотон           | 0:0      | 0:0        |
| Мідтьюлланд         | 2:3          | Янг Бойз           | 0:3      | 2:0        |
| Динамо (Бухарест)   | 1:4          | Металіст           | 0:2      | 1:2        |
| Шльонськ (Вроцлав)  | 4:10         | Ганновер 96        | 3:5      | 1:5        |
| Горсенс             | 1:6          | Спортінг           | 1:1      | 0:5        |
| Хапоель (Тель-Авів) | 7:1          | Ф91 Дюделанж       | 3:1      | 4:0        |
| Феєнорд             | 2:4          | Спарта             | 2:2      | 0:2        |
| Црвена Звезда       | 2:3          | Бордо              | 0:0      | 2:3        |
| Мотервелл           | 0:3          | Леванте            | 0:2      | 0:1        |
| Локерен             | 2:2 (ч)      | Вікторія (Пльзень) | 2:1      | 0:1        |
| Лаціо               | 5:1          | Мура 05            | 2:0      | 3:1        |
| АІК                 | 2:1          | ЦСКА Москва        | 0:1      | 2:0        |
| Бурсаспор           | 4:5          | Твенте             | 3:1      | 1:4 (д.ч.) |
| Легія               | 2:3          | Русенборг          | 1:1      | 1:2        |
| Стяуа               | 5:0          | Екранас            | 2:0      | 3:0        |
| Слован (Ліберець)   | 4:6          | Дніпро             | 2:2      | 2:4        |
| Штутгарт            | 3:1          | Динамо (Москва)    | 2:0      | 1:1        |
| ПАОК                | 2:4          | Рапід (Відень)     | 2:1      | 0:3        |
| Люцерн              | 2:3          | Генк               | 2:1      | 0:2        |
| Зета                | 0:14         | ПСВ Ейндговен      | 0:5      | 0:9        |

## Груповий етап

### Група A
| Команда   | І | П | Н | П | ГЗ | ГП | РМ | О  |
| --------- | - | - | - | - | -- | -- | -- | -- |
| Ліверпуль | 6 | 3 | 1 | 2 | 11 | 9  | +2 | 10 |
| Анжі      | 6 | 3 | 1 | 2 | 7  | 5  | +2 | 10 |
| Янг Бойз  | 6 | 3 | 1 | 2 | 14 | 13 | −1 | 10 |
| Удінезе   | 6 | 1 | 1 | 4 | 7  | 12 | −5 | 4  |

### Група B
| Команда       | І | П | Н | П | ГЗ | ГП | РМ | О  |
| ------------- | - | - | - | - | -- | -- | -- | -- |
| Вікторія      | 6 | 4 | 1 | 1 | 11 | 4  | +7 | 13 |
| Атлетіко      | 6 | 4 | 0 | 2 | 7  | 3  | +3 | 12 |
| Академіка     | 6 | 1 | 2 | 3 | 6  | 9  | −3 | 5  |
| Хапоель Т.-А. | 6 | 1 | 1 | 4 | 4  | 11 | −7 | 4  |

### Група C
| Команда    | І | П | Н | П | ГЗ | ГП | РМ | О  |
| ---------- | - | - | - | - | -- | -- | -- | -- |
| Фенербахче | 6 | 4 | 1 | 1 | 10 | 7  | +3 | 13 |
| Боруссія   | 6 | 2 | 2 | 1 | 11 | 6  | 5  | 11 |
| Олімпік М. | 6 | 1 | 2 | 3 | 9  | 11 | −2 | 5  |
| АЕЛ        | 6 | 1 | 1 | 4 | 4  | 10 | −6 | 4  |

### Група D
| Команда         | І | П | Н | П | ГЗ | ГП | РМ | О  |
| --------------- | - | - | - | - | -- | -- | -- | -- |
| Бордо           | 6 | 4 | 1 | 1 | 10 | 5  | +5 | 13 |
| Ньюкасл Юнайтед | 6 | 2 | 3 | 1 | 7  | 5  | +2 | 9  |
| Марітіму        | 6 | 1 | 3 | 2 | 4  | 6  | −2 | 6  |
| Брюгге          | 6 | 1 | 1 | 4 | 6  | 11 | −2 | 4  |

### Група E
| Команда    | І | П | Н | П | ГЗ | ГП | РМ | О  |
| ---------- | - | - | - | - | -- | -- | -- | -- |
| Стяуа      | 6 | 3 | 2 | 1 | 9  | 9  | 0  | 11 |
| Штутгарт   | 6 | 2 | 2 | 2 | 9  | 6  | +3 | 8  |
| Копенгаген | 6 | 2 | 2 | 2 | 5  | 6  | −1 | 8  |
| Молде      | 6 | 2 | 0 | 4 | 6  | 8  | −2 | 6  |

### Група F
| Команда | І | П | Н | П | ГЗ | ГП | РМ | О  |
| ------- | - | - | - | - | -- | -- | -- | -- |
| Дніпро  | 6 | 5 | 0 | 1 | 16 | 8  | +8 | 15 |
| Наполі  | 6 | 3 | 0 | 3 | 12 | 12 | 0  | 9  |
| ПСВ     | 6 | 2 | 1 | 3 | 8  | 7  | 1  | 7  |
| АІК     | 6 | 1 | 1 | 4 | 5  | 14 | −9 | 4  |

### Група G
| Команда  | І | П | Н | П | ГЗ | ГП | РМ | О  |
| -------- | - | - | - | - | -- | -- | -- | -- |
| Генк     | 6 | 3 | 3 | 0 | 9  | 4  | +5 | 12 |
| Базель   | 6 | 2 | 3 | 1 | 7  | 4  | +3 | 9  |
| Відеотон | 6 | 2 | 0 | 4 | 6  | 8  | −2 | 6  |
| Спортінг | 6 | 1 | 2 | 3 | 4  | 10 | −6 | 5  |

### Група H
| Команда        | І | П | Н | П | ГЗ | ГП | РМ | О  |
| -------------- | - | - | - | - | -- | -- | -- | -- |
| Рубін          | 6 | 4 | 2 | 0 | 10 | 3  | +7 | 14 |
| Інтернаціонале | 6 | 3 | 2 | 1 | 11 | 9  | +2 | 11 |
| Партизан       | 6 | 0 | 3 | 3 | 3  | 8  | −5 | 3  |
| Нефтчі         | 6 | 0 | 3 | 3 | 4  | 8  | −4 | 3  |

### Група I
| Команда       | І | П | Н | П | ГЗ | ГП | РМ | О  |
| ------------- | - | - | - | - | -- | -- | -- | -- |
| Олімпік Л.    | 6 | 5 | 1 | 0 | 14 | 8  | +6 | 16 |
| Спарта        | 6 | 2 | 3 | 1 | 9  | 6  | +3 | 9  |
| Атлетік       | 6 | 1 | 2 | 3 | 7  | 9  | −2 | 5  |
| Хапоель К.-Ш. | 6 | 0 | 2 | 4 | 6  | 12 | −6 | 2  |

### Група J
| Команда           | І | П | Н | П | ГЗ | ГП | РМ | О  |
| ----------------- | - | - | - | - | -- | -- | -- | -- |
| Лаціо             | 6 | 3 | 3 | 0 | 9  | 2  | +7 | 12 |
| Тоттенгем Готспур | 6 | 2 | 4 | 0 | 8  | 4  | +4 | 10 |
| Панатінаїкос      | 6 | 1 | 2 | 3 | 4  | 11 | −7 | 5  |
| Марибор           | 6 | 1 | 1 | 4 | 6  | 10 | −4 | 4  |

### Група K
| Команда   | І | П | Н | П | ГЗ | ГП | РМ  | О  |
| --------- | - | - | - | - | -- | -- | --- | -- |
| Металіст  | 6 | 4 | 1 | 1 | 9  | 3  | +6  | 13 |
| Баєр 04   | 6 | 4 | 1 | 1 | 9  | 2  | +7  | 13 |
| Русенборг | 6 | 2 | 0 | 4 | 7  | 10 | −3  | 6  |
| Рапід     | 6 | 1 | 0 | 5 | 4  | 14 | −10 | 3  |

### Група L
| Команда      | І | П | Н | П | ГЗ | ГП | РМ | О  |
| ------------ | - | - | - | - | -- | -- | -- | -- |
| Ганновер 96  | 6 | 3 | 3 | 0 | 11 | 8  | +3 | 12 |
| Леванте      | 6 | 3 | 2 | 1 | 10 | 5  | +5 | 11 |
| Гельсінгборг | 6 | 1 | 1 | 4 | 9  | 12 | −3 | 4  |
| Твенте       | 6 | 0 | 4 | 2 | 5  | 10 | −5 | 4  |

## Плей-оф
У плей-оф візьмуть участь 32 клуби: 24 клуби, що зайняли перші два місця в групах на груповому етапі, і 8 клубів, що зайняли 3-і місця на груповому етапі Ліги чемпіонів.

### Кваліфіковані команди
| Ключі           |
| --------------- |
| Сіяні команди   |
| Несіяні команди |

| Група | Переможці   | Володарі 2 місць  |
| ----- | ----------- | ----------------- |
| A     | Ліверпуль   | Анжі              |
| B     | Вікторія    | Атлетіко          |
| C     | Фенербахче  | Боруссія          |
| D     | Бордо       | Ньюкасл Юнайтед   |
| E     | Стяуа       | Штутгарт          |
| F     | Дніпро      | Наполі            |
| G     | Генк        | Базель            |
| H     | Рубін       | Інтернаціонале    |
| I     | Олімпік Л.  | Спарта            |
| J     | Лаціо       | Тоттенгем Готспур |
| K     | Металіст    | Баєр 04           |
| L     | Ганновер 96 | Леванте           |

| Команди, що посіли третє місце в груповому раунді Ліги чемпіонів | Команди, що посіли третє місце в груповому раунді Ліги чемпіонів | Команди, що посіли третє місце в груповому раунді Ліги чемпіонів | Команди, що посіли третє місце в груповому раунді Ліги чемпіонів | Команди, що посіли третє місце в груповому раунді Ліги чемпіонів | Команди, що посіли третє місце в груповому раунді Ліги чемпіонів | Команди, що посіли третє місце в груповому раунді Ліги чемпіонів | Команди, що посіли третє місце в груповому раунді Ліги чемпіонів | Команди, що посіли третє місце в груповому раунді Ліги чемпіонів | Команди, що посіли третє місце в груповому раунді Ліги чемпіонів |
| Група                                                            | Team                                                             | І                                                                | П                                                                | Н                                                                | П                                                                | ГЗ                                                               | ГП                                                               | РМ                                                               | О                                                                |
| ---------------------------------------------------------------- | ---------------------------------------------------------------- | ---------------------------------------------------------------- | ---------------------------------------------------------------- | ---------------------------------------------------------------- | ---------------------------------------------------------------- | ---------------------------------------------------------------- | ---------------------------------------------------------------- | ---------------------------------------------------------------- | ---------------------------------------------------------------- |
| E                                                                | Челсі                                                            | 6                                                                | 3                                                                | 1                                                                | 2                                                                | 16                                                               | 10                                                               | +6                                                               | 10                                                               |
| H                                                                | ЧФР Клуж                                                         | 6                                                                | 3                                                                | 1                                                                | 2                                                                | 9                                                                | 7                                                                | +2                                                               | 10                                                               |
| B                                                                | Олімпіакос                                                       | 6                                                                | 3                                                                | 0                                                                | 3                                                                | 9                                                                | 9                                                                | 0                                                                | 9                                                                |
| G                                                                | Бенфіка                                                          | 6                                                                | 2                                                                | 2                                                                | 2                                                                | 5                                                                | 5                                                                | 0                                                                | 8                                                                |
| C                                                                | Зеніт                                                            | 6                                                                | 2                                                                | 1                                                                | 3                                                                | 6                                                                | 9                                                                | −3                                                               | 7                                                                |
| F                                                                | БАТЕ                                                             | 6                                                                | 2                                                                | 0                                                                | 4                                                                | 9                                                                | 15                                                               | −6                                                               | 6                                                                |
| A                                                                | Динамо                                                           | 6                                                                | 1                                                                | 2                                                                | 3                                                                | 6                                                                | 10                                                               | −4                                                               | 5                                                                |
| D                                                                | Аякс                                                             | 6                                                                | 1                                                                | 1                                                                | 4                                                                | 8                                                                | 16                                                               | −8                                                               | 4                                                                |

Правила рейтингу: 1. Очки; 2. Різниця м'ячів; 3. Забиті голи; 4. Голи, забиті на виїзді; 5. Перемоги; 6. Перемоги на виїзді; 7. Клубний коефіцієнт.

### 1/16 фіналу
Перші матчі було зіграно 14 лютого, матчі-відповіді — 21 лютого 2013 року.
| Команда 1         | Заг.           | Команда 2   | 1-й матч | 2-й матч |
| ----------------- | -------------- | ----------- | -------- | -------- |
| БАТЕ              | 0:1            | Фенербахче  | 0:0      | 0:1      |
| Інтернаціонале    | 5:0            | ЧФР Клуж    | 2:0      | 3:0      |
| Леванте           | 4:0            | Олімпіакос  | 3:0      | 1:0      |
| Зеніт             | 3:3 (гв)       | Ліверпуль   | 2:0      | 1:3      |
| Динамо            | 1:2            | Бордо       | 1:1      | 0:1      |
| Баєр 04           | 1:3            | Бенфіка     | 0:1      | 1:2      |
| Ньюкасл Юнайтед   | 1:0            | Металіст    | 0:0      | 1:0      |
| Штутгарт          | 3:1            | Генк        | 1:1      | 2:0      |
| Атлетіко          | 1:2            | Рубін       | 0:2      | 1:0      |
| Аякс              | 2:2 (пен. 2:4) | Стяуа       | 2:0      | 0:2      |
| Базель            | 3:1            | Дніпро      | 2:0      | 1:1      |
| Анжі              | 4:2            | Ганновер 96 | 3:1      | 1:1      |
| Спарта            | 1:2            | Челсі       | 0:1      | 1:1      |
| Боруссія          | 3:5            | Лаціо       | 3:3      | 0:2      |
| Тоттенгем Готспур | 3:2            | Ліон        | 2:1      | 1:1      |
| Наполі            | 0:5            | Вікторія    | 0:3      | 0:2      |

### 1/8 фіналу
Перші матчі було зіграно 7 березня, матчі-відповіді — 14 березня 2013 року.
| Команда 1         | Заг.         | Команда 2       | 1-й матч | 2-й матч |
| ----------------- | ------------ | --------------- | -------- | -------- |
| Вікторія          | 1:2          | Фенербахче      | 0:1      | 1:1      |
| Бенфіка           | 4:2          | Бордо           | 1:0      | 3:2      |
| Анжі              | 0:1          | Ньюкасл Юнайтед | 0:0      | 0:1      |
| Штутгарт          | 1:5          | Лаціо           | 0:2      | 1:3      |
| Тоттенгем Готспур | 4:4 (ч;д.ч.) | Інтернаціонале  | 3:0      | 1:4      |
| Леванте           | 0:2 (д.ч.)   | Рубін           | 0:0      | 0:2      |
| Базель            | 2:1          | Зеніт           | 2:0      | 0:1      |
| Стяуа             | 2:3          | Челсі           | 1:0      | 1:3      |

### 1/4 фіналу
Жеребкування відбулося 15 березня. Перші матчі було зіграно 4 квітня, матчі-відповіді — 11 квітня 2013.
| Команда 1         | Заг.           | Команда 2       | 1-й матч | 2-й матч |
| ----------------- | -------------- | --------------- | -------- | -------- |
| Челсі             | 5:4            | Рубін           | 3:1      | 2:3      |
| Тоттенгем Готспур | 4:4 (пен. 1:4) | Базель          | 2:2      | 2:2      |
| Фенербахче        | 3:1            | Лаціо           | 2:0      | 1:1      |
| Бенфіка           | 4:2            | Ньюкасл Юнайтед | 3:1      | 1:1      |

### Півфінали
Жеребкування відбулося 12 квітня. Перші матчі були зіграні 25 квітня, матчі-відповіді — 2 травня 2013.
| Команда 1  | Заг. | Команда 2 | 1-й матч | 2-й матч |
| ---------- | ---- | --------- | -------- | -------- |
| Фенербахче | 2:3  | Бенфіка   | 1:0      | 1:3      |
| Базель     | 2:5  | Челсі     | 1:2      | 1:3      |

### Фінал
Фінал відбувся 15 травня на стадіоні «Амстердам-Арена» в Амстердамі.
| 15 травня 2013 20:45 CET |

| Бенфіка            | 1 — 2           | Челсі                     |
| ------------------ | --------------- | ------------------------- |
| Кардосо 68' (пен.) | Протокол(англ.) | 60' Торрес 90+3' Іванович |

| Амстердам Арена, Амстердам Арбітр: Бйорн Кейперс (Нідерланди) |